# ألكسندر دونسكوي
ألكسندر فيكتوروفيتش دونسكوي (بالروسية: Александр Викторович Донской) (بالإنجليزية: Alexander Victorovich Donskoy)‏ هو سياسي روسي. رئيس بلدية سابق لمدينة أرخانغلسك في شمال روسيا. وأعلن نيته الترشح للرئاسة في عام 2008. ولكن لم يتم ذلك إذ أنه ٱعتقل في يوليو 2007 بعد إعلان نواياه وذلك بعد اتهامات بارتكاب جرائم اقتصادية وإساءة استخدام المنصب. أطلق سراحه في مارس 2008 بعد أن حُكم عليه بالسجن 3 سنوات مع وقف التنفيذ.
ألكسندر دونسكوي
Александр Донской
6 عمدة أرخانجيلسك
في المنصب
28 مارس 2005-19 يوليو 2007
إخراج بواسطة
أوليج نيلوف
نجحت
فيكتور بافلينكو
تفاصيل شخصية
وُلِدّ
10 يونيو 1970 (51 سنة)
أرخانجيلسك، روسيا الاتحادية الاشتراكية السوفياتية السوفياتية

## العمل السياسي والاضطهاد
دونسكوي رجل أعمال. ٱنتخب رئيسًا لبلدية أرخانغلسك في مارس 2005، ويقال إنه أصغر رئيس بلدية للمدينة حتى الآن. تبع إعلانه في 1 نوفمبر 2006 عن نيته الترشح لرئاسة روسيا ضغوط رسمية. أصبح موضوع تحقيق جنائي في أواخر عام 2006؛ واتُهم في أوائل عام 2007 بإساءة استخدام المنصب وتزوير شهادة جامعية. تم إطلاق سراحه بعد اعتقاله؛ ولكن تم اعتقاله للمرة الثانية في يوليو 2007. وظل دونسكوي رهن الاحتجاز السابق للمحاكمة مع انتظار ثالث قضايا من أصل ثلاث جلسات استماع. ذكرت مصادر أن دونسكوي قد حُكم عليه بالسجن مع وقف التنفيذ (لمدة عام واحد) بتهم تتعلق «بتزوير المستندات» و «نشاط تجاري غير قانوني». ليس من الواضح ما إذا كانت هذه النتيجة تشكل أحكامًا مرتبطة بقضيتين أو بقضية واحدة. يسعى المدعون إلى فرض قيود على النشاط السياسي في المستقبل كجزء من الحكم بعد المحاكمة الثالثة. يؤكد أنصاره على براءته ويقترحون أسباب سياسية لاستمرار محاكمته.
جمع دونسكوي في عام 2006 الأموال لشراء المباني التي شيدها مجموعة الغجر وتوصل إلى اتفاق مع البارون هولوبي غومون لنقل المجموعة.

## الحملة الرئاسية 2018
أعلن دونسكوي في 24 أكتوبر 2017 أنه سيرشح نفسه للرئاسة في الانتخابات الرئاسية الروسية 2018.  ولكنه فشل في تقديم وثائق التسجيل إلى لجنة الانتخابات المركزية.

## الحياة الشخصية
رد ألكسندر دونسكوي في 24 أكتوبر 2017 بالإيجاب على سؤال صحفي حول ما إذا كان مثليًا جنسيا أم لا بتأكيد ذلك. وأكد دونسكوي في وقت لاحق أن هذا كان البيان الرسمي.
قاد دونسكوي سيارته من نوع فيراري وأسرع بها عبر قاعات مركز تجاري في موسكو في عام 2018. لم يصب أحد لكن الأمر استغرق عدة دقائق من رجال الأمن لإيقاف السيار، مما سمح لها بترك العديد من مسارات الإطارات على طول أرضية المركز التجاري. وقال إنه فعل ذلك من أجل المتعة وكمزحة للدعاية عندما سُئل عن سبب قيامه بذلك.